# Bertille Chabert
Bertille Chabert est une actrice française née le 23 avril 1995 à Lyon.

## Filmographie

### Cinéma
- 2003 : Le Coût de la vie de Philippe Le Guay : la petite fille
- 2008 : Une semaine sur deux (et la moitié des vacances scolaires) d'Ivan Calbérac : Léa
- 2011 : The Island de Kamen Kalev : Lou

### Télévision
- 2005 : Le Mystère Alexia de Marc Rivière : Chloé
- 2006 : Le Piano oublié d'Henri Helman : Rosine
- 2009 : Famille décomposée de Claude d'Anna : Grâce
- 2012 : Camping Paradis, saison 3 épisode 5 Trou de mémoire réalisé par Philipe Proteau : Sarah
- 2012 : Frère et sœur de Denis Malleval : Noémie Armant
- 2012 : Jeu de dames de François Guérin : Déborah Coperman
- 2012 : Délit de fuite de Thierry Binisti : Manon
- 2014 : Piège blanc d'Abel Ferry : Emma
- 2015 : Alex Hugo, saison 1, épisode 3 La Traque réalisé par Pierre Isoard (série tv) : Maud
- 2015-2016 : Cherif, saison 2, épisode 4 Code d'honneur, saison 3, épisode 8 Sans appel, réalisés par Vincent Giovanni (série tv) : Léa
- 2017 : Le Juge est une femme, épisode Esprit es-tu là ? réalisé par Vincent Jamain (série tv) : Maeva
- 2017-2020 : Commissaire Magellan, épisode Première ballerine, épisode Du sang sur la glace : Juliette Magellan